# Rödkallen-Söräspen
Rödkallen-Söräspen är ett naturreservat i Luleå kommun i Norrbottens län.
Området är naturskyddat sedan 1970 och är 70 kvadratkilometer stort. Reservatet omfattar öarna Rödkallen, Storgrundet, Sör-Äspen, Grillklippan och Sandögrynnorna med omgivande vattenområde i södra delen av Lule skärgård. 